# August Ames
August Ames, pseudonimo di Mercedes Grabowski (Antigonish, 23 agosto 1994 – Camarillo, 5 dicembre 2017), è stata un'attrice pornografica canadese.

## Biografia
Di origini polacche e afroamericane, nacque ad Antigonish in Nuova Scozia (Canada). Si trasferì poi negli Stati Uniti e all'età di quattordici anni iniziò a lavorare in una proprietà terriera a Colorado Springs. Lavorò anche come cameriera, insegnante di yoga e zumba e in un centro abbronzature.
Era sposata con Kevin Moore, produttore di film pornografici e regista sotto contratto con Evil Angel.

## Carriera pornografica
Nel 2013 iniziò la carriera di attrice pornografica. Prese parte a oltre 250 film prodotti da diverse case di produzione tra le quali Brazzers, Elegant Angel e Evil Angel.
Nel 2015 vinse il premio AVN votato dai fan come «Cutest Newcomer», il premio XRCO nella categoria «Cream Dream» e il premio Spank Bank Technical Awards come «Best Canadian Treat Since Maple Syrup».
Nel 2016 venne scelta come «Vixen Angel» del mese di settembre. Vinse inoltre i premi Spank Bank Technical Awards nelle categorie «Best Cleavage» e «Sexiest Five Hole».
Nel 2017 vinse il premio AVN nella categoria «Most Spectacular Boobs». Il 3 dicembre dello stesso anno su Twitter dichiarò di avere rifiutato di girare insieme a un attore che aveva lavorato nel porno gay, ricevendo in risposta insulti e accuse di omofobia. Lei, che era bisessuale, rispose di non essere omofoba, e che il suo rifiuto era dovuto solo al desiderio di tutelare la sua salute, in quanto riteneva di un livello più basso i controlli sanitari nel settore del porno gay.
Nel 2018 le sono state dedicate delle candidature postume al premio AVN nelle categorie «Female Performer of the Year», «Best Group Sex Scene» e «Best Three-Way Sex Scene» e al premio XBIZ nella categoria «Best Sex Scene - Vignette Release».

## La morte
La mattina del 6 dicembre 2017 venne ritrovata morta all'interno del parco pubblico di Camarillo (California). L'ufficio medico legale della contea di Ventura classificò il decesso come suicidio, identificandone le cause in soffocamento per impiccagione. Nei giorni successivi al decesso venne diffuso un risultato tossicologico secondo il quale al momento della morte l'attrice aveva in corpo cocaina, marijuana e versioni generiche di farmaci antidepressivi; ciò portò il marito ad avviare un'azione legale contro l'ufficio del medico legale per aver rilasciato al pubblico tali informazioni.
James Grabowski, fratello dell'attrice, ha dichiarato che a suo avviso la sorella venne spinta al suicidio a causa del cyberbullismo che avrebbe subìto da parte di fan e colleghi del settore dopo aver scritto sul proprio account Twitter pubblico che non voleva lavorare con nessun talento maschile che aveva anche recitato nella pornografia gay. Tuttavia, in un'intervista rilasciata alcune settimane prima del suicidio, l'attrice aveva dichiarato di aver combattuto la depressione e di aver subito abusi sessuali da un membro della famiglia da bambina.
La madre, Hilary Rivera, ha pubblicato un libro, Porn Star Mom: My Life with August Ames, e ha rilasciato una intervista a The Daily Beast in cui conferma la versione dichiarata da August, avvalorando gli abusi sessuali nel suo passato e quello della figlia, il cyberbullismo e il dettaglio che August avrebbe subito abusi sessuali anche dal collega pornoattore Markus Dupree, proprio durante le riprese di una scena, senza che nessuno dei realizzatori intervenisse e tale scena non venne mai pubblicata su alcun sito.
Gli atti di cyberbullismo vennero resi pubblici soltanto mesi dopo, la canadese è stata presa di mira pesantemente dalla comunità LGBT per essersi rifiutata di collaborare con un collega che realizzava anche scene gay, la Ames in realtà però si rifiutò semplicemente per il fatto che era esposta maggiormente a contrarre le malattie sessualmente trasmissibili e ciò ha spinto tutta l'industria pornografica a sottoporre gli attori a controlli sempre più ferrei e accurati

## Filmografia parziale
- Ring my bells (2013)
- Art of Romance 2 (2014)
- August Ames and friends (2014)
- August Ames in stacked 2 (2014)
- August is my favourite month (2014)
- Female seduction (2014)
- Family attraction (2014)
- Flexible, Fuckable, and Dripping Wet (2014)
- I Wanna Be a Motherfucking Porn Star (2014)
- My first interracial (2014)
- Flexible, Fuckable, and Dripping Wet (2014)
- My Stepbrother Has a Huge Black Cock 2 (2014)
- Porno Professor 3: Honor Students (2014)
- Real Model with Perfect Tits Loves Black Cock (2014)
- Rookies of the Year: 2015 (2014)
- Real Model with Perfect Tits Loves Black Cock (2014)
- Titty Creampies 7 (2014)
- American POV: Big Boobs Edition (2015)
- August Ames Gets an Interracial Creampie (2015)
- August Ames in Interracial (2015)
- August Ames Oils Up Her Titties for Me (2015)
- August Ames Orgasms On The Dick (2015)
- August Ames' Rear View Sole Show (2015)
- Sexual Desires of August Ames (2015)
- August Ames Demands to get fucked (2016)
- August Ames gets caught masturbating (2016)
- August Ames's Oiled Up Titties (2016)
- August Ames: Soft, Slow and Wet (2016)
- Interracial Superstars (2016)
- Kayden Kross' Big Natural Tits Casting Couch (2016)
- August Briefs Her Boss (2016)
- Model for Murder: The Centrefold Killer (2016)
- Teens Take it Black (2016)
- August Ames and JMAC Have Fun Fuck (2017)
- August Ames Fucks So Great (2017)
- August Ames to please (2017)
- Danger in August (2017)

## Riconoscimenti
- AVN Awards
  - 2015 – Cutest Newcomer (Fan Award)[19]
  - 2017 – Most Spectacular Bobs (Fan Award)[20]
- XRCO Award
  - 2015 – Cream Deam[21]